# بریجت جونز: نکته باریک (فیلم)
بریجت جونز: نکته باریک (به انگلیسی: Bridget Jones: The Edge of Reason) فیلمی محصول سال ۲۰۰۴ انگلستان به کارگردانی بیبان کیدرون است. در این فیلم بازیگرانی همچون رنی زلوگر، هیو گرانت، کالین فرث، جیم برودبنت و جما جونز، سلیا ایمری، جیمز فوکنر، جاسیندا برت، شرلی هندرسون، جیمز کالیس، جرمی پکسمن، ایان مک‌نیس و جسیکا هاینس ایفای نقش کرده‌اند.
این فیلم قسمت دوم فیلم خاطرات بریجت جونز می‌باشد قسمت دیگر این فیلم در سال ۲۰۱۶ با نام بچه بریجت جونز ساخته شده است.